# Alex Baudin
Pour les articles homonymes, voir Baudin.
Alex Baudin, né le 25 mai 2001 à Albertville, est un coureur cycliste français, professionnel depuis 2023.

## Biographie

### Débuts amateurs
Alex Baudin est originaire d'Albertville, en Savoie. Il commence le cyclisme à quatre ans grâce à son père, lui-même pratiquant, qui lui offre son premier vélo. Ce dernier l'inscrit au même âge au Guidon d'Or La Léchère, petit club local de Notre-Dame-de-Briançon. Néanmoins, il ne réalise ses débuts en compétition qu'en catégorie cadets, après des années de pratique en loisir. Il obtient ses premières victoires dans des petites courses départementales.
En 2018, il intègre le Chambéry Cyclisme Compétition. Entraîné par son père depuis ses débuts, il modifie ses habitudes et s'accorde les services de l'entraîneur Léo Peters, membre de l'encadrement de Chambéry et lui-même ancien coureur cycliste amateur. Alors qu'il n'était qu'un simple coureur régional, il se distingue rapidement et devient l'un meilleurs juniors français. Il remporte le Tour du Léman Juniors ainsi que deux étapes du Tour du Valromey (cinquième au général), où il livre un numéro en solitaire dans le col du Grand Colombier. Il s'impose également sur une étape du Tour du Pays de Vaud, manche de la Coupe des Nations Juniors, pour sa première sélection en équipe de France. Dans le même temps, il ne délaisse pas les études et commence un DUT Sciences Génie matériaux, en parallèle de son activité cycliste.
Lors de sa seconde année juniors, il confirme en remportant quatre courses par étapes au niveau fédéral. Comme l’année précédente il dispute le Tour du Pays de Vaud, où il gagne une nouvelle étape sous les couleurs du maillot tricolore. En septembre, il se classe seizième de la course en ligne aux championnats du monde juniors. Il conclut sa saison par une troisième place au Chrono des Nations juniors.
En 2020, il poursuit sa formation en montant au Chambéry CF, pour les coureurs espoirs (moins de 23 ans). Gêné par l'interruption des courses (pandémie de Covid-19), il connaît ensuite une fin d'année compliquée en raison d'une chute qui lui blesse le genou. La saison suivante, il retrouve de bonnes sensations et triomphe notamment au Tour de Côte-d'Or, une course par étapes du calendrier national. Il prend la quatrième place des championnats de France espoirs, tout en se sacrifiant dans le final de Lorrez-le-Bocage-Préaux pour son coéquipier Valentin Retailleau, vainqueur. En août, il se rend au départ du Tour de l'Avenir sous les couleurs du comité d'Auvergne-Rhône-Alpes. Lors de la septième étape, il participe à une échappée au long cours et s'isole seul en tête dans l'ascension finale du Grand Colombier. Finalement repris par les favoris, il parvient tout de même à terminer sixième au sommet.

### Professionnel
Malgré une fin de saison 2021 encourageante, il quitte le giron AG2R et décide de rejoindre l'équipe continentale suisse Swiss Racing Academy en 2022. En mars 2022, il obtient son premier succès sur l'UCI Europe Tour lors de l'Istrian Spring Trophy en remportant l'étape reine, avant de se classer deuxième du général.
Pour la saison 2023, Alex Baudin rejoint la formation AG2R Citroën en World Tour. Il participe à son premier grand tour à l'occasion du Tour d'Italie. Il termine 73e, mais l'Union cycliste internationale annonce le 31 juillet sa disqualification de l'épreuve pour usage de tramadol. Ce produit n'étant pas autorisé par le règlement médical de l'institution mais n'étant pas interdit par l'Agence mondiale antidopage, son usage ne relève pas d'une affaire de dopage, ce qui n'entraîne pas de suspension pour le coureur. Ecarté de l'effectif depuis cette date, il réintègre finalement l'équipe pour 2024.
En mai 2024, Baudin arrive quatrième à Turin, sur la première étape du Tour d'Italie, et il endosse le maillot blanc de meilleur jeune qu'il doit céder le lendemain à Cian Uijtdebroeks. En août, il remporte sa première victoire professionnelle sur le Tour du Limousin : parti à plus de 7 km de l'arrivée, il s'impose en solitaire à Terrasson sous une pluie diluvienne et endosse le maillot jaune. Il conserve ce maillot jusqu'à Limoges et remporte ainsi sa première course à étapes.
En 2025, il rejoint l'équipe américaine EF Education-EasyPost. Il termine deuxième de la deuxième étape du Tour de Romandie, ce qui lui permet d'endosser le maillot jaune de leader du classement général de la course suisse pendant deux jours. Durant le critérium du Dauphiné il s'illustre en s’échappant lors de la 6ème étape vers Combloux. Il termine 6ème de l'étape, combatif du jour et endosse le maillot à pois, qu'il perd le lendemain. Il est présélectionné par son équipe pour le Tour de France.

## Palmarès
| - 2018 - Tour du Léman Juniors : - Classement général - 3e étape (contre-la-montre) - 4e étape du Tour du Pays de Vaud - 2e et 3e étapes du Tour du Valromey - 2e étape du Tour de la Vallée de la Trambouze (contre-la-montre) - 2e du Prix du Conseil Général de l'Ardèche - 2e du Tour du Pays d'Olliergues - 2019 - Prix de la ville d'Aubenas : - Classement général - 1re étape (contre-la-montre) - Tour du Pays d'Olliergues : - Classement général - 1re et 2e (contre-la-montre) étapes - Tour du Bocage et de l'Ernée 53 : - Classement général - 1re et 3e étapes - 3e étape du Tour du Pays de Vaud - Boucles de l'Oise Juniors : - Classement général - 2e étape (contre-la-montre) - 3e du Signal d'Écouves - 3e du Chrono des Nations juniors | - 2021 - Grand Prix de la Vallée de Villé - Classement général du Tour de Côte-d'Or - Grand Prix du Faucigny - 2022 - 2e étape de l'Istrian Spring Trophy - 3e étape du Tour de Bretagne - 3e étape du Tour de la Vallée d'Aoste - 2e de l'Istrian Spring Trophy - 2e du Tour de Bretagne - 2024 - Tour du Limousin-Périgord-Nouvelle-Aquitaine : - Classement général - 2e étape - 2e du Grand Prix La Marseillaise - 2e de la Coppa Bernocchi - 3e du Tour du Guangxi - 10e du Tour du Pays basque |  |

## Résultats sur les grands tours

### Tour de France
1 participation 
- 2025 : 46e

### Tour d'Italie
2 participations
- 2023 : disqualifié[21]
- 2024 : 21e

## Classements mondiaux
| Année                                 | 2021  | 2022 | 2023 | 2024 |
| ------------------------------------- | ----- | ---- | ---- | ---- |
| Classement mondial                    | 1588e | 518e | 893e | 96e  |
| UCI Europe Tour                       | 1118e | 410e | nc   | 77e  |
|                                       |       |      |      |      |
| Légende : nc = non classéSource : UCI |       |      |      |      |